# Tipula (Dendrotipula) dichroistigma
Tipula (Dendrotipula) dichroistigma is een tweevleugelige uit de familie langpootmuggen (Tipulidae). De soort komt voor in het Palearctisch gebied.